# Lac Obelisk
Pour les articles homonymes, voir Obelisk.
Le lac Obelisk (en anglais : Obelisk Lake) est un lac américain dans le comté de Mariposa, en Californie. Il est situé à 3 003 mètres d'altitude au sein de la Yosemite Wilderness, dans le parc national de Yosemite.